# ベン・ターナー
ベン・ハワード・ターナー（Ben Howard Turner、1988年1月21日 - ）は、イングランド・バーミンガム出身の元プロサッカー選手。現役時代のポジションは、ディフェンダー。

## 経歴

### クラブ
コヴェントリー・シティFCの下部組織出身。2011年に加入したカーディフ・シティFCでは2012-13シーズンにチャンピオンシップ優勝とプレミア昇格を達成した。
2011年8月、カーディフ・シティFCに移籍。2016年6月、バートン・アルビオンFCに移籍。
2019年2月、2018-19シーズン終了までの契約でマンスフィールド・タウンFCに加入。シーズン終了後、マンスフィールドとの契約を更新せずノッツ・カウンティFCに加入。

### 代表歴
2007年5月、U-19チェコ代表との試合に出場した。
なお祖父母がウェールズ出身のため、ウェールズ代表を選択する権利も有しているが、本人はその気は無いと語っている。

## タイトル
カーディフ
- フットボールリーグ・チャンピオンシップ: 2012–13